# Welcome to Dongmakgol
Welcome to Dongmakgol (Originaltitel: 웰컴 투 동막골, Welkeom tu dongmakgol; im Vereinigten Königreich auch als Battle Ground 625 vertrieben) ist der Debütfilm des südkoreanischen Regisseurs Park Kwang-hyun aus dem Jahr 2005. Er basiert auf dem gleichnamigen Bühnenwerk des Dramatikers Jang Jin, Welcome to Dongmakgol war ein kommerzieller Erfolg und wurde in Südkorea vielfach ausgezeichnet.
Die Geschichte spielt 1950 zu Beginn des Koreakriegs. In einem abgelegenen Dorf, dessen Bewohner lange keinen Kontakt zu Außenwelt hatten, moderne Technologie und Waffen nicht kennen und sich des Konflikts im eigenen Land nicht bewusst sind, treffen süd- und nordkoreanische Einheiten sowie ein US-amerikanischer Navy-Pilot aufeinander.
Welcome to Dongmakgol war der offizielle Beitrag von Südkorea für die Oscarverleihung 2005 und zu dieser Zeit der viert-erfolgreichste südkoreanische Film aller Zeiten.

## Handlung
Der US-Navy Pilot Neil Smith (Steve Taschler) gerät während des Flugs über einem abgelegenen Teil von Korea in einen Sturm aus Schmetterlingen und stürzt ab. Er wird von ein paar Einheimischen gefunden und gesundgepflegt. In dem kleinen Dorf Dongmakgol scheint die Zeit stillzustehen. Die Bewohner haben keine Ahnung von moderner Technik wie Pistolen oder Granaten und sind sich des Konflikts zwischen Nord- und Südkorea nicht bewusst.
Inzwischen findet nicht weit vom Dorf entfernt ein Kampf zwischen nord- und südkoreanischen Einheiten statt, bei dem die meisten Nordkoreaner getötet werden.
Drei überlebenden Soldaten aus dem Norden gelingt die Flucht durch eine Bergpassage. Die Soldaten Rhee Soo-hwa (Jung Jae-young), Jang Young-hee (Im Ha-ryong) und Seo Taek-gi (Ryu Deok-hwan) werden von einem sonderlich wirkenden Mädchen, Yeo-il (Kang Hye), gefunden. Diese führt sie zu dem Dorf, wo sie zu ihrem Erstaunen auf zwei weitere südkoreanische Soldaten, Pyo Hyun-chul (Shin Ha-kyun) und Mond Sang-sang (Seo Jae-kyung), treffen. Diese Soldaten sind von ihrer Einheit desertiert und wurden ebenfalls in das Dorf geführt, in dem sich auch schon der US-Soldat befindet.
Die unerwartete Begegnung führt zu einer Konfrontation, bei der sich die unterschiedlichen Seiten mit ihren Waffen in Schach halten. Dies dauert mehrere Tage. Die Dorfbewohner haben keine Ahnung, worum es geht, und fragen sich, warum die Soldaten mit dem komischen Stöcken (Gewehren) aufeinander zeigen.
Die Situation endet erst, als einer der Soldaten eine Granate vor Müdigkeit fallen lässt. Ein anderer Soldat wirft sich mit seinem Körper heldenhaft auf die Granate, die jedoch nicht explodiert. Der Soldat wirft den Blindgänger geringschätzig über seine Schulter, sie rollt in das Lagerhaus, in dem die Dorfbewohner ihre Wintervorräte aufbewahren. Dort explodiert sie und zerstört die Vorräte, die buchstäblich wie Popcorn vom Himmel regnen.
Die beiden Gruppen von koreanischen Soldaten und Smith werden sich nun bewusst, dass ihr Streit das Dorf zum Verhungern im nächsten Winter verurteilt hat. Sie helfen gemeinsam den Bewohnern die Felder zu bestellen, um die Schäden, die sie verursacht haben, wieder gutzumachen, und arbeiten sogar zusammen, um ein gefährliches Wildschwein zu töten, welches das Dorf bedroht.
Die Spannungen zwischen den beiden Gruppen von koreanischen Soldaten verringern sich langsam, wobei beide Gruppen von den Erinnerungen an den schrecklichen Krieg heimgesucht werden.
Währenddessen planen die alliierten Kommandeure, die in diesem Gebiet auch weitere Flugzeuge verloren haben, eine Mission zur Rettung von Smith. Sie glauben fälschlicherweise, dass Smith von feindlichen Einheiten gefangen genommen wurde und in einer versteckten Basis inhaftiert ist. Der Plan ist, nachdem Smith gefunden und befreit ist, das Dorf, in dem Flugabwehrgeschütze vermutet werden, dem Erdboden gleichzumachen.
Das Rettungsteam, geführt von ihrem Kommandanten (David Joseph Anselmo), springt in der Nacht mit dem Fallschirm ab und erleidet wegen des unwegsamen Geländes schwere Verluste. Sie betreten das Dorf, und unter der Annahme, dass es die Tarnung für eine feindliche Basis sei, beginnen sie die Dorfbewohner zusammenzutreiben.
Trotz der Bemühungen der Dorfbewohner, die koreanischen Soldaten durch Verkleidung als Dorfbewohner zu tarnen, bricht ein Feuergefecht aus, bei dem alle Mitglieder des Rettungsteams bis auf eins getötet werden. Yeo-il wird dabei ebenfalls von einer Kugel tödlich getroffen. Der einzige Überlebende des Rettungsteams ist der koreanische Übersetzer, den Smith nur knapp mit einer Kugel verfehlt hatte. Er wird von den Dorfbewohnern gefangen genommen.
Durch den Übersetzer erfahren die Dorfbewohner von der geplanten Zerstörung des Dorfes. Den nord- und südkoreanischen Soldaten wird klar, dass Smith keine Zeit bleibt, seine Basis zu erreichen, um die Bombardierung zu verhindern. Zur Rettung des Dorfes planen sie mit Hilfe der Geräte des Rettungsteams eine Attrappe der feindlichen Basis zu bauen, damit sie selbst anstatt das Dorf angegriffen werden.
Smith wird mit dem Übersetzer zurückgeschickt, um für den Fall, dass weitere Bomber geschickt werden, die Amerikaner davon zu überzeugen, dass von dem Dorf keine Gefahr ausgeht. Der Plan gelingt und alle nord- und südkoreanischen Soldaten sterben in einem Bombenhagel. Das Dorf ist gerettet, jedoch auf Kosten der ehemaligen Feinde, die zu Freunden geworden waren.

## Hintergrund
Jang Jin, Geschäftsführer der kleinen südkoreanischen Produktionsfirma Film It Suda, war beeindruckt von Park Kwang-hyuns Kurzfilm My Nike aus dem Jahre 2002. Er beauftragte den jungen Regisseur, bei der filmischen Adaption seines erfolgreichen Bühnenstücks Welcome to Dongmakgol Regie zu führen. Das endgültige Drehbuch war das Resultat 18-monatiger Arbeit von Jang Jin, Park Kwang-hyun und VFX Supervisors Kim Joong.
Der Film wurde mit einem Budget von vier Milliarden südkoreanischen Won geplant (knapp 3 Millionen Euro), und es wurden zumeist unbekannte Schauspieler engagiert, die bereits für Jangs Produktionsfirma Film It Suda gearbeitet hatten. Die Dreharbeiten und die visuellen Effekte in der Nachproduktion dauerten jedoch länger als erwartet, und das Budget verdoppelte sich auf über acht Milliarden Won. Dies brachte Film It Suda in finanzielle Schwierigkeiten und hätte bei mangelndem Erfolg des Films zu dessen Konkurs führen können.
Park war ein großer Fan des Anime Regisseurs Hayao Miyazaki, seit er als Kind dessen Film Future Boy Conan gesehen hatte. Einer der wichtigsten Mitarbeiter von Miyazaki war der japanische Komponist Joe Hisaishi. Während der Arbeiten am Drehbuch hörte Park Aufnahmen von Hisaishi's Filmkompositionen und dachte bei der Entwicklung der einzelnen Szenen oft an dessen Musik. Als er in der Vorproduktion von Co-Produzent Lee Eun-ha gefragt wurde, wer der Komponist für die Filmmusik sein sollte, zögerte er nicht Joe Hisaishi zu nennen. Lee schreibt einen warmherzigen Brief an Hisaishi, erklärte die Situation und ließ das Drehbuch ins Japanische übersetzen. Hisaishi nahm das Angebot an und sagte später, dass er vom Enthusiasmus und der Ernsthaftigkeit des Briefs beeindruckt war, was ihn zur Arbeit an seinem ersten koreanischen Film überhaupt veranlasste.

## Rezeption
Welcome to Dongmakgol erhielt überwiegend positive Kritiken. Manfred Selzer von Asian Movie Web bescheinigt ihm eine ungewöhnliche Magie, die ihn in jedem Fall sehenswert macht. Er kritisiert allerdings auch die vorhersehbare Handlung.

„Regisseur Park Kwang-Hyun legt mit seinem Debüt wahrlich überdurchschnittliche Arbeit ab. Ein Film, der gekonnt Drama, Comedy und Antikriegsthematik vereint, dabei aber immer irgendwie etwas märchenhaftes beibehält.“

## Auszeichnungen
Blue Dragon Film Awards 2005
- Award in den Kategorien
  - Bester Nebendarsteller für Im Ha-ryong
  - Beste Nebendarstellerin für Kang Hye-jung
  - Publikumspreis Beliebtester Film
- Nominiert in den Kategorien
- Bester Film
- Beste künstlerische Gestaltung
- Beste Musik für Joe Hisaishi
- Bestes Drehbuch für Jang Jin, Park Kwang-hyun und Kim Joong
- Beste visuellen Effekte für Jo Yi-seok
- Beste Regie für Park Kwang-hyun

Korean Film Awards 2005
- Award in den Kategorien
  - Bester Film
  - Bester Regisseur für Park Kwang-hyun
  - Beste Nebendarstellerin für Kang Hye-jung
  - Bestes Drehbuch für Jang Jin, Park Kwang-hyun und Kim Joong
  - Beste Musik für Joe Hisaishi
  - Bester neuer Regisseur für Park Kwang-hyun
- Nominiert in den Kategorien
  - Bester Darsteller für Jung Jae-young
  - Bester Nebendarsteller für Im Ha-ryong
  - Beste Kamera für Choi Sang-ho
  - Bester Schnitt für Choi Min-young
  - Beste visuellen Effekte für Jo Yi-seok
  - Bester neuer Darsteller für Ryu Deok-hwan

Directors Cut Awards 2005
- Bester Darsteller für Jung Jae-young

Baeksang Arts Awards 2006
Nominierung in der Kategorie
- Bester neuer Regisseur für Park Kwang-hyun

Grand Bell Awards 2006
- Award in der Kategorie
  - Beste Nebendarstellerin für Kang Hye-jung
- Nominiert in den Kategorien
  - Bester Film
  - Bester Nebendarsteller für Im Ha-ryong
  - Bestes Drehbuch für Jang Jin, Park Kwang-hyun und Kim Joong
  - Beste visuellen Effekte für Jo Yi-seok
  - Beste Musik für Joe Hisaishi
  - Bester Sound für Blue Cap
  - Bester neuer Regisseur für Park Kwang-hyun